# Óblast de Vladímir
L'óblast de Vladímir (en rus Влади́мирская о́бласть, transliterat Vladímirskaia óblast) és un subjecte federal de Rússia.